# Les Effarés
Les Effarés est un poème d'Arthur Rimbaud écrit le 23 mars 1870.
Le manuscrit autographe, daté « 20 sept. 1870 », est conservé à la British Library. Il fait partie des poèmes remis à Paul Demeny et donc de ce qui est appelé le Cahier de Douai. 
Il existe un autre manuscrit : une copie envoyée par Rimbaud à Jean Aicard le 20 juin 1870.
Les Effarés a été publié pour la première fois par le The Gentleman's Magazine, janvier-juin 1878, p. 94, sous le titre Les Petits Pauvres d'après une copie envoyée par Verlaine ou par Camille Barrère.

## Accueil
Dans les Poètes maudits, Verlaine déclare, en 1884 : « Nous ne connaissons pour notre part dans aucune littérature quelque chose d’un peu farouche et de si tendre, de gentiment caricatural et de si cordial, et de si bon, et d’un jet franc, sonore, magistral, comme Les Effarés. »